# Oesterreichische Flugzeugfabrik AG
Oesterreichische Flugzeugfabrik AG, сокращённо Oeffag — ныне не существующая австро-венгерская авиастроительная компания времён Первой мировой войны и межвоенного периода. С 1915 по 1918 год производила различные типы самолётов, позже — автомобильные кузова для других фирм.

## История
Предшественником Oeffag было основанное в 1909 году под руководством Камилло Кастильони дочернее предприятие компаний Österreichisch-Amerikanische Gummifabrik-Aktiengesellschaft и Austro-Daimler — Motor-Luftfahrzeug-GmbH. Подобно своим «прародителям», выпускавшим военные аэростаты и двигатели для них, Motor-Luftfahrzeug-GmbH в том же 1909 году занялось производством самолётов для австро-венгерской армии. Разработанный одним из его инженеров, Иго Этрихом, аэроплан Etrich Taube начиная с 1910 года выпускался и на Lohner-Werke.
В декабре 1913 года компании Oesterreichische Daimler Motoren, дочерней компании Škodawerke AG, одного из крупнейших оружейных фирм того времени, было разрешено построить авиационный завод в пригороде Винер-Нойштадта — Штайнфельде.
В марте 1915 года аэродром Винер-Нойштадт/Вест, ранее использовавшемся Motor-Luftfahrzeug-GmbH перешёл к вновь созданной Oesterreichische Flugzeugfabrik AG (Oeffag). Договор, предусматривавший предоставление 600.000 крон учредительного капитала, подписали со стороны банка Österreichische Creditanstalt доктор Карл фон Шкода и со стороны фирмы Austro-Daimler AG её технический директор Фердинанд Порше.
Инженер Лео Портш из компании Škoda стал генеральным директором, а инженер Карл Окемюллер был назначен техническим директором. Окемюллер в сотрудничестве с инженером Эдуардом Запаркой разработал первый прототип двухместного самолёта Oeffag (тип 50.01).
Вскоре от австрийских ВВС поступил первый заказ на постройку 25 двухместных Oeffag C.I серии 51, самолёта, созданного на основе конструкции прототипа 50.01, за которым последовали ещё две партии по 32 машины модификации C.II (серии 52 и 52.5). Позже, с 1916 года пришли заказы от австрийских ВМС на гидропланы «типа К». В том же году компания Oeffag приобрела права на производство аэропланов Albatros D.III, и 4 декабря был подписан первый заказ на постройку самолётов этого типа, в который входила серия из 16 Albatros D.II и 34 D.III по цене 30 500 крон каждый, (без мотора).
После Первой мировой войны производство самолётов было запрещено Австрии согласно условиям Сен-Жерменского договора, поэтому в межвоенный период Oeffag занималась выпуском автомобильных и автобусных кузовов для Austro-Daimler.
В 1928 году Oeffag объединилась с Austro-Daimler и Puch-Werke и образовала Austro-Daimler-Puchwerke AG. В 1934 году, после очередного объединения, теперь уже со Steyr-Werke, была образована компания Steyr-Daimler-Puch AG (которая в том же году прекратила выпуск автомобилей Austro-Daimler в Винер-Нойштадте и далее производила только автомобили марки Steyr).
Авиастроительные мощности, ранее принадлежавшие Oeffag, с 1935 года стала использовать компания Wiener Neustädter Flughafenbetriebs GmbH. В 1938 году, после аншлюса, на её базе была основана фирма Wiener Neustädter Flugzeugwerke (WNF), перешедшая во владение Berliner Luftfahrtkontor GmbH, а затем ставшая филиалом компании Messerschmitt.

## Продукция компании
- 1915: Разведывательные бипланы собственной конструкции: Oeffag C 1 Typ 51 (24 штуки), Oeffag C II Typ 52 (32 штуки), Oeffag C II Typ 52.5 (32 штуки)

Самолёты производства Oeffag оснащались двигателями Austro-Daimler:
- 150 л. с.: Oeffag C.I
- 160 л. с.: Oeffag C.II Typ 52, Тип K (Weichmann 1916)
- 185 л. с.: Oeffag C.II Typ 52.5, Albatros (Oef) D.II и D.III (Тип 53 и 53.2)
- 200 л. с.: Albatros (Oef) D.III Typ 153
- 225 л. с.: Albatros (Oef) D.III Typ 253
- 335 л. с.: Тип K (Weichmann 1917), Тип R (Oeffag F/Mickl 1918), Тип G (Mickl 1916/17)

## Галерея

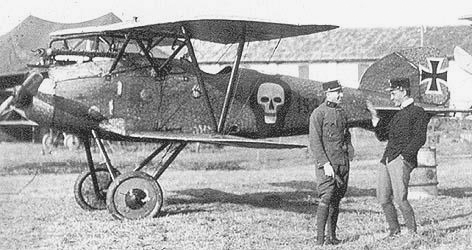
Ас Годвин Брумовски (слева на фото) из состава эскадрильи FliK 41J возле своего истребителя Albatros (Oef) D.III Typ 153. Рядом с ним другой ас Франк Линке-Кроуфорд. Аэродром (ныне закрытый) ди Торреселла, близ Фоссальта-ди-Портогруаро, итальянский фронт.
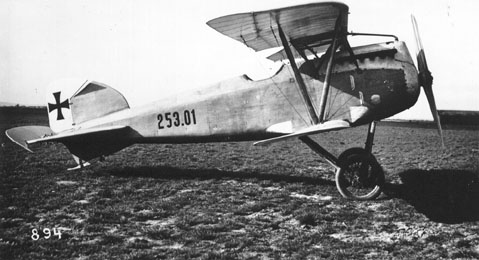
Albatros D.III (Oeffag) Serie 253
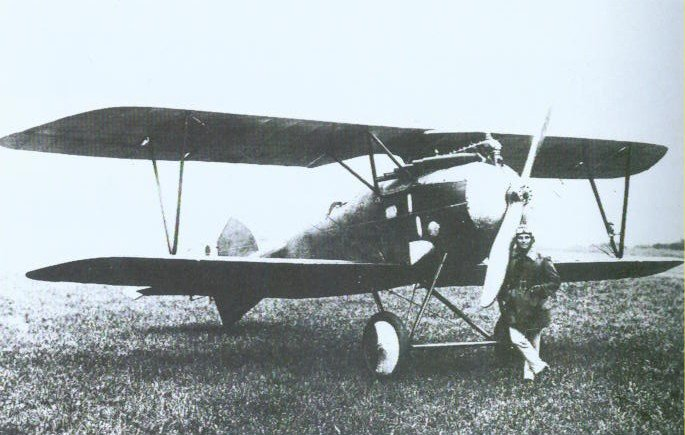
Albatros D.III (Oeffag) Serie 253